# Forn de Tronera
El Forn de Tronera és una obra de Riba-roja d'Ebre (Ribera d'Ebre) inclosa a l'Inventari del Patrimoni Arquitectònic de Catalunya.

## Descripció
Situat entre Riba-Roja d'Ebre i Maials, està dins del terme municipal de Riba-Roja d'Ebre però l'accés al forn és des del terme municipal de Maials i per pista forestal. Es conserven les restes de l'olla i del canó de l'antic forn de calç excavats a la roca. Les parets laterals dels murs i la coberta s'han enrunat i les restes d'aquests paraments es troben disperses.